# Marko Spittka
Marko Spittka (ur. 22 kwietnia 1971 w Dreźnie) – niemiecki judoka.
Na Igrzyskach Olimpijskich w Atlancie w 1996 zdobył brązowy medal w wadze średniej. Uczestnik zawodów w Sydney w 2000. W 1997 został wicemistrzem świata. Ma w swoim dorobku również dwa medale mistrzostw Europy: złoty (1992) i srebrny (1998). Startował w Pucharze Świata w latach 1991–1993 i 1995–2000. Pięciokrotnie był mistrzem Niemiec (1992, 1995, 1996, 1997, 1998).